# 安土町城郭資料館
安土町城郭資料館（あづちちょうじょうかくしりょうかん）は滋賀県近江八幡市安土町にある安土城の城郭を主なテーマとする資料館。
旧安土町と近江八幡市との合併後は安土城郭資料館とされている。

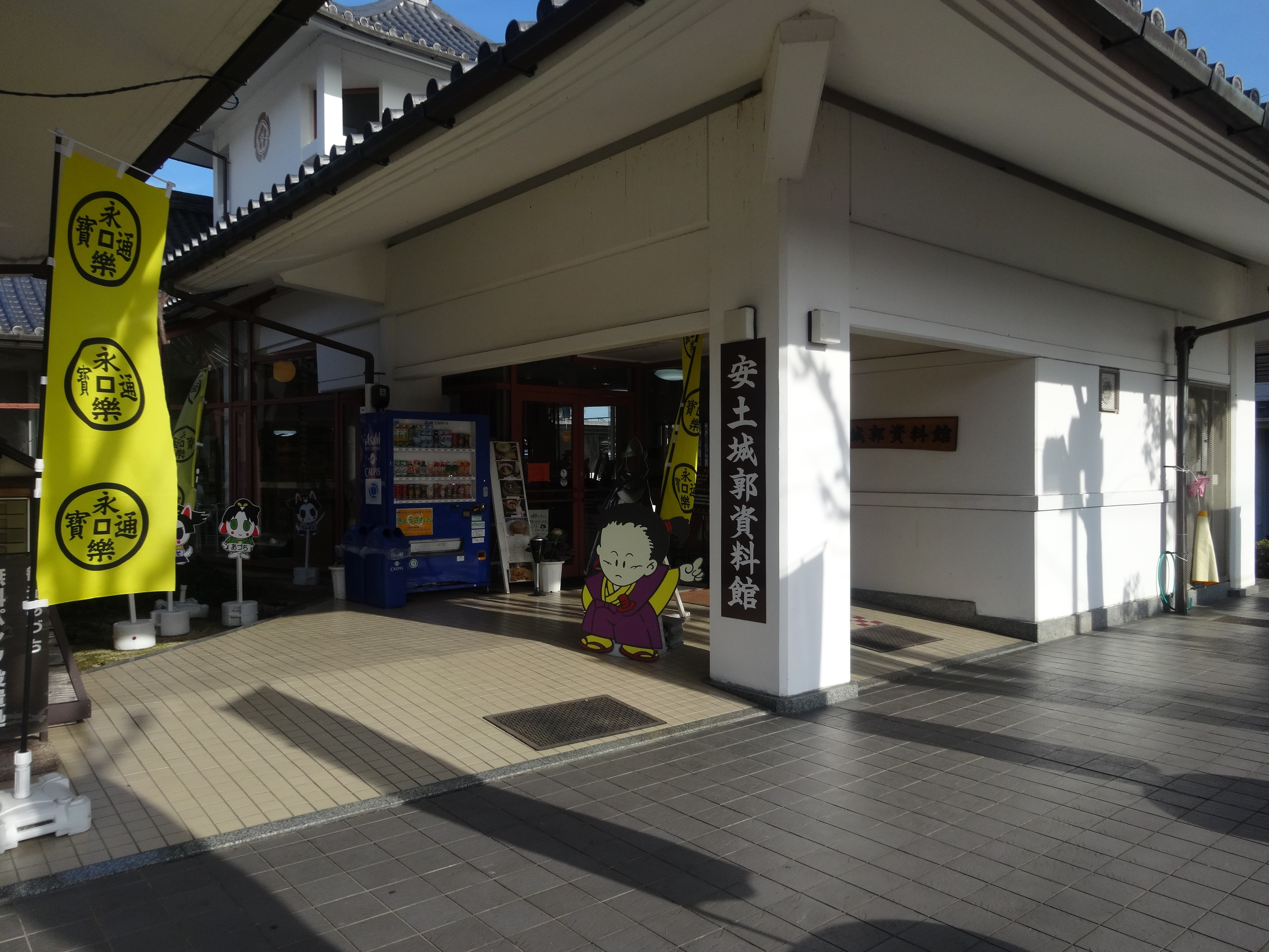
入口

## 展示テーマと内容
- 1階
  - 安土城天主ひな形：20分の1スケール
    - 安土城天主5・6階部分：7分の1スケールは安土城跡ガイダンス施設、実物大は安土城天主信長の館に保存されている。

  - 陶板壁画：手前は安土山、繖山の模型。狩野永徳が安土城を屏風絵に描いた画風にあわせて創作し、陶板壁画に製作。
  - コーヒーコーナー：宣教師が織田信長に献上したとされるエスプレッソ（350円）とカプチーノ（300円）がある。
- 2階
  - 安土文庫（信長や安土城に関する書籍）
- 主な土産
  - 安土城屏風絵 - 5000円

## 利用情報
- 開館時間：9:00 - 17:00
- 定休日 - 月曜日（祝日除く）、祝日の翌日（休日除く）、年末年始
- 料金
  - 大人 - 200円（入館とコーヒーセット券で400円）
  - 学生 - 150円
  - 子供 - 100円

## 所在地
- 滋賀県近江八幡市安土町小中700

## アクセス
- JR東海道本線（琵琶湖線）安土駅下車 徒歩1分
- あかこんバス 安土駅北口または安土駅南広場下車
- 駐車場 - 普通車20台
- 安土駅前南広場駐車場